# Luis Trillo
Luis Guillermo Trillo Landa (San Luis Potosí, México 3 de junio de 1988) es un futbolista mexicano que juega en la demarcación de centrocampista en el Atlético San Luis del Ascenso MX.

## Trayectoria
Se inició desde las categorías inferiores de Cruz Azul sin embargo nunca llegó al primer equipo y fue enviado al Cruz Azul Hidalgo donde debutó como profesional en el Clausura 2009 solo participó a un encuentro y en los siguientes torneos los jugó en la plantilla de Segunda División el Cruz Azul Jasso.
Jugó un rato de vuelta en Cruz Azul Hidalgo en el Apertura 2011 y el siguiente torneo se fue al Club Celaya  y se convirtió en titular jugando la mayoría de los partidos con el equipo totalizando 45 partidos de liga y catorce de copa.
En el draft del Apertura 2014 fue fichado por el Atlético San Luis.

## Clubes
| Club              | País   | Año        | PJ | Goles |
| ----------------- | ------ | ---------- | -- | ----- |
| Cruz Azul Hidalgo | México | 2009       | 2  | 0     |
| Cruz Azul Jasso   | México | 2009       | 10 | 4     |
| Cruz Azul Hidalgo | México | 2010       | 8  | 0     |
| Cruz Azul Jasso   | México | 2011       | 26 | 5     |
| Cruz Azul Hidalgo | México | 2011-2012  | 4  | 0     |
| Club Celaya       | México | 2012-2014  | 59 | 2     |
| Atlético San Luis | México | 2014- 2015 | 2  | 0     |

## Estadísticas

### Resumen estadístico
| Competencia                | Partidos | Goles |
| -------------------------- | -------- | ----- |
| Segunda División de México | 78       | 21    |
| Liga de Ascenso de México  | 57       | 1     |
| Copa México                | 14       | 1     |
| Total                      | 151      | 23    |

- Datos: Q18419888